# Mikael Hammarberg
Mikael Hammarberg, född 1727, död 10 mars 1789, var en guldsmed verksam i Härnösand.
Mikael Hammarberg kom 1745 i lära hos silversmeden Martin Bernström i Härnösand, och började 1758 stämpla egna föremål. 1762 erhöll han burskap som guldsmed och 1785 blev han rådman i Härnösand. Mikael Hammarberg har tillverkat en vinkanna för Högsjö kyrka 1759, en vinkanna för Ramsele kyrka 1759, en kalk för Föllinge kyrka 1769, kalkar för Bodsjö, Sunne och Åre kyrkor 1775, oblataskar för Långsele kyrka 1773 och Ullångers kyrka 1780 och ljusstakar för Nordingrå kyrka 1778. En tumlare tillverkad av honom finns på Nordiska museet och vid Sundsvalls museum. Efter hans död uppehöll hans änka Elisabeth Gran verkstaden fram till 1790.